# Oncometopia facialis
Oncometopia facialis är en insektsart som först beskrevs av Victor Antoine Signoret 1854.  Oncometopia facialis ingår i släktet Oncometopia och familjen dvärgstritar. Inga underarter finns listade i Catalogue of Life.